# Szun Tien-tien
Szun Tien-tien (Sūn Tiántián (孙甜甜, Szun Tien-tien), a nemzetközi szaksajtóban Sun Tiantian) (Honan, 1981. október 12. –) női párosban olimpiai bajnok, vegyes párosban Grand Slam-tornagyőztes kínai teniszezőnő.
1999–2010 közötti profi pályafutása során egy egyéni és tizenkét páros WTA-tornát nyert meg, emellett hat egyéni és 13 páros ITF-tornán végzett az első helyen. Legjobb egyéni világranglista-helyezése hetvenhetedik volt, ezt 2007 márciusában érte el, párosban 2007. október 22-én a 16. helyre lépett. A Grand Slam-tornákon párosban ért el jobb eredményeket, női párosban a US Open kivételével a többi Grand Slam-tornán a negyeddöntőig jutott. 2008-ban a szerb Nenad Zimonjić partnereként megnyerte a 2008-as Australian Open vegyes páros versenyét.
Kína képviseletében vett részt a 2004-es athéni és a 2008-as pekingi olimpián. Az athéni olimpián, Li Ting társaként aranyérmet szerzett Kínának a páros versenyben. 2001–2009 között 26 alkalommal szerepelt Kína Fed-kupa-válogatottjában 16–10-es eredménnyel.

## Grand Slam-döntői

### Vegyes páros

#### Győzelmei (1)
| Év   | Bajnokság       | Borítás | Partner        | Ellenfél                    | Eredmény    |
| ---- | --------------- | ------- | -------------- | --------------------------- | ----------- |
| 2008 | Australian Open | Kemény  | Nenad Zimonjić | Szánija Mirza Mahes Bhúpati | 7–6(4), 6–4 |

## WTA-döntői

### Egyéni

#### Győzelmei (1)
| Összesítés           |                        |
| Grand Slam-torna (0) |                        |
| Tier I (0)           | Premier Mandatory* (0) |
| Tier II (0)          | Premier Five* (0)      |
| Tier III (0)         | Premier* (1)           |
| Tier IV (0)          | International* (0)     |
| Tier V (0)           | Challenger* (0)        |

* 2009-től megváltozott a tornák rendszere. Challenger tornákat 2012-től rendeznek.
 Az egymás mellett azonos színnel jelölt tornatípusok között nincs teljes mértékű megfelelés.
| No. | Dátum            | Helyszín               | Borítás | Ellenfél a döntőben | Eredmény a döntőben | Eredmény a döntőben |
| 1.  | 2006. október 8. | Tashkent Open, Taskent | Kemény  | Iroda To’laganova   | 6–2, 6–4            |                     |

### Páros

#### Győzelmei (12)
| Összesítés           |                        |
| Grand Slam-torna (0) |                        |
| Tier I (0)           | Premier Mandatory* (0) |
| Tier II (1)          | Premier Five* (0)      |
| Tier III (6)         | Premier* (0)           |
| Tier IV (3)          | International* (0)     |
| Tier V (1)           | Challenger* (0)        |
| Olimpia (1)          |                        |

* 2009-től megváltozott a tornák rendszere.
 Az egymás mellett azonos színnel jelölt tornatípusok között nincs teljes mértékű megfelelés.
| No. | Dátum               | Torna            | Borítás    | Partner   | Ellenfél                                 | Eredmény         |
| --- | ------------------- | ---------------- | ---------- | --------- | ---------------------------------------- | ---------------- |
| 1.  | 2003. június 14.    | Bécs             | Salak      | Li Ting   | Jen Ce Cseng Csie                        | 6–3, 6–4         |
| 2.  | 2003. november 2.   | Québec           | Kemény (f) | Li Ting   | Els Callens Meilen Tu                    | 6–3, 6–3         |
| 3.  | 2003. november 9.   | Pattaja          | Kemény     | Li Ting   | Wynne Prakusya Angelique Widjaja         | 6–4, 6–3         |
| 4.  | 2004. augusztus 22. | Olimpiai játékok | Kemény     | Li Ting   | Conchita Martínez Virginia Ruano Pascual | 6–3, 6–3         |
| 5.  | 2004. október 3.    | Kanton           | Kemény     | Li Ting   | Jang Su-csing Jü Jing                    | 6–4, 6–1         |
| 6.  | 2005. május 1.      | Estoril          | Salak      | Li Ting   | Michaëlla Krajicek Henrieta Nagyová      | 6–3, 6–1         |
| 7.  | 2006. február 12.   | Pattaja          | Kemény     | Li Ting   | Jen Ce Cseng Csie                        | 3–6, 6–1, 7–6(5) |
| 8.  | 2006. május 7.      | Estoril          | Salak      | Li Ting   | Gisela Dulko María Sánchez Lorenzo       | 6–2, 6–2         |
| 9.  | 2006. október 1.    | Kanton           | Kemény     | Li Ting   | Vania King Jelena Kostanić Tošić         | 6–4, 2–6, 7–5    |
| 10. | 2007. október 7.    | Tokió            | Kemény     | Jen Ce    | Csuang Csia-zsung Vania King             | 1–6, 6–2, [10–6] |
| 11. | 2007. október 14.   | Bangkok          | Kemény     | Jen Ce    | Morita Ajumi Junri Namigata              | játék nélkül     |
| 12. | 2008. március 9.    | Bangalore        | Kemény     | Peng Suaj | Csan Jung-zsan Csuang Csia-zsung         | 6–4 5–7, [10–8]  |

#### Elveszített döntői (10)
| No. | Dátum                | Torna      | Borítás | Partner           | Ellenfél                           | Eredmény         |
| --- | -------------------- | ---------- | ------- | ----------------- | ---------------------------------- | ---------------- |
| 1.  | 2003. október 12.    | Taskent    | Kemény  | Li Ting           | Julija Bejhelzimer Taccjana Pucsak | 3–6, 6–7(0)      |
| 2.  | 2004. február 22.    | Haidarábád | Kemény  | Li Ting           | Liezel Huber Szánija Mirza         | 6–7(1), 4–6      |
| 3.  | 2005. február 12.    | Haidarábád | Kemény  | Li Ting           | Jen Ce Cseng Csie                  | 4–6, 1–6         |
| 4.  | 2006. március 4.     | Doha       | Kemény  | Li Ting           | Daniela Hantuchová Szugijama Ai    | 4–6, 4–6         |
| 5.  | 2007. április 15.    | Charleston | Kemény  | Peng Suaj         | Jen Ce Cseng Csie                  | 5–7, 0–6         |
| 6.  | 2007. május 26.      | Strasbourg | Salak   | Alicia Molik      | Cseng Csie Jen Ce                  | 3–6, 4–6         |
| 7.  | 2007. június 17.     | Birmingham | Fű      | Meilen Tu         | Csuang Csia-zsung Csan Jung-zsan   | 6–7(3), 3–6      |
| 8.  | 2007. október 19.    | Kanton     | Kemény  | Vania King        | Peng Suaj Jen Ce                   | 6–3, 6–4         |
| 9.  | 2008. szeptember 21. | Kanton     | Kemény  | Jen Ce            | Marija Koritceva Taccjana Pucsak   | 4–6, 6–4, [8–10] |
| 10. | 2009. szeptember 20. | Kanton     | Kemény  | Kimiko Date-Krumm | Volha Havarcova Taccjana Pucsak    | 6–3, 2–6, [8–10] |

## Eredményei Grand Slam-tornákon

### Egyéniben
| Torna           | 2009 | 2008 | 2007   | 2006   | 2005   | 2004   | 2003   |
| --------------- | ---- | ---- | ------ | ------ | ------ | ------ | ------ |
| Australian Open |      | -    | 1. kör | 1. kör | -      | -      | -      |
| Roland Garros   |      | -    | 1. kör | 2. kör | -      | -      | -      |
| Wimbledon       |      | -    | 1. kör | 2. kör | -      | 2. kör | -      |
| US Open         |      | -    | -      | 1. kör | 2. kör | -      | 1. kör |

## Év végi világranglista-helyezései
| Év     | 2000 | 2001 | 2002 | 2003 | 2004 | 2005 | 2006 | 2007 | 2008 | 2009 |
| Egyéni | 364. | 375. | 228. | 141. | 118. | 104. | 81.  | 232. | 282. | 841. |
| Páros  | –    | 219. | 184. | 48.  | 28.  | 36.  | 30.  | 16.  | 33.  | 79.  |